# Paraepepeotes affinis
Paraepepeotes affinis är en skalbaggsart som beskrevs av Stefan von Breuning 1938. Paraepepeotes affinis ingår i släktet Paraepepeotes och familjen långhorningar. Inga underarter finns listade i Catalogue of Life.